# Diocesi di San Carlos de Venezuela
La diocesi di San Carlos de Venezuela (in latino Dioecesis Sancti Caroli in Venetiola) è una sede della Chiesa cattolica in Venezuela suffraganea dell'arcidiocesi di Valencia in Venezuela. Nel 2023 contava 646.000 battezzati su 730.000 abitanti. La sede è vacante, in attesa che il vescovo eletto Alexander Rivera Vielma ne prenda possesso.

## Territorio
La diocesi comprende lo stato venezuelano di Cojedes.
Sede vescovile è la città di San Carlos, dove si trova la cattedrale dell'Immacolata Concezione di Maria Vergine.
Il territorio è suddiviso in 23 parrocchie.

## Storia
La diocesi è stata eretta il 16 maggio 1972 con la bolla In vertice di papa Paolo VI, ricavandone il territorio dalla diocesi di Valencia in Venezuela (oggi arcidiocesi).
Originariamente suffraganea dell'arcidiocesi di Caracas, il 12 novembre 1974 è entrata a far parte della provincia ecclesiastica di Valencia in Venezuela.
Il 26 maggio 1976, con la lettera apostolica Peculiarem et assiduum, lo stesso papa Paolo VI ha confermato la Beata Maria Vergine, con il titolo di Madre del Divino Pastore, patrona principale della diocesi.

## Cronotassi dei vescovi
Si omettono i periodi di sede vacante non superiori ai 2 anni o non storicamente accertati.
- Medardo Luis Luzardo Romero † (16 maggio 1972 - 20 agosto 1979 nominato vescovo di Ciudad Guayana)
- Antonio Arellano Durán † (3 giugno 1980 - 27 dicembre 2002 ritirato)
- Jesús Tomás Zárraga Colmenares (27 dicembre 2002 - 10 novembre 2014 dimesso)[2]
- Polito Rodríguez Méndez (8 aprile 2016 - 28 giugno 2024 nominato arcivescovo di Barquisimeto)
- Alexander Rivera Vielma, dal 27 maggio 2025

## Statistiche
La diocesi nel 2023 su una popolazione di 730.000 persone contava 646.000 battezzati, corrispondenti all'88,5% del totale.
| anno | popolazione | popolazione | popolazione | presbiteri | presbiteri | presbiteri | presbiteri                | diaconi | religiosi | religiosi | parrocchie |
| anno | battezzati  | totale      | %           | numero     | secolari   | regolari   | battezzati per presbitero | diaconi | uomini    | donne     | parrocchie |
| ---- | ----------- | ----------- | ----------- | ---------- | ---------- | ---------- | ------------------------- | ------- | --------- | --------- | ---------- |
| 1976 | 92.414      | 94.351      | 97,9        | 10         | 6          | 4          | 9.241                     |         | 5         | 5         | 10         |
| 1980 | 117.000     | 119.973     | 97,5        | 14         | 9          | 5          | 8.357                     |         | 6         | 4         | 10         |
| 1990 | 182.340     | 185.415     | 98,3        | 16         | 12         | 4          | 11.396                    | 1       | 6         | 17        | 12         |
| 1999 | 245.321     | 256.923     | 95,5        | 21         | 14         | 7          | 11.681                    |         | 13        | 17        | 16         |
| 2000 | 248.310     | 259.426     | 95,7        | 26         | 14         | 12         | 9.550                     |         | 13        | 24        | 17         |
| 2001 | 255.303     | 265.837     | 96,0        | 27         | 15         | 12         | 9.455                     |         | 13        | 25        | 17         |
| 2003 | 346.086     | 368.176     | 94,0        | 29         | 29         |            | 11.934                    |         |           | 38        | 21         |
| 2004 | 258.090     | 268.654     | 96,1        | 23         | 12         | 11         | 11.221                    |         | 12        | 16        | 19         |
| 2014 | 325.000     | 334.000     | 97,3        | 22         | 12         | 10         | 14.772                    | 2       | 14        | 20        | 19         |
| 2017 | 333.000     | 348.000     | 95,7        | 28         | 18         | 10         | 11.892                    | 10      | 15        | 22        | 19         |
| 2020 | 345.240     | 361.320     | 95,5        | 31         | 22         | 9          | 11.136                    | 6       | 9         | 16        | 20         |
| 2022 | 354.000     | 370.000     | 95,7        | 26         | 18         | 8          | 13.615                    | 6       | 8         | 10        | 22         |
| 2023 | 646.000     | 730.000     | 88,5        | 31         | 22         | 9          | 20.838                    | 6       | 9         | 10        | 23         |